# Sinagoga din Buenos Aires

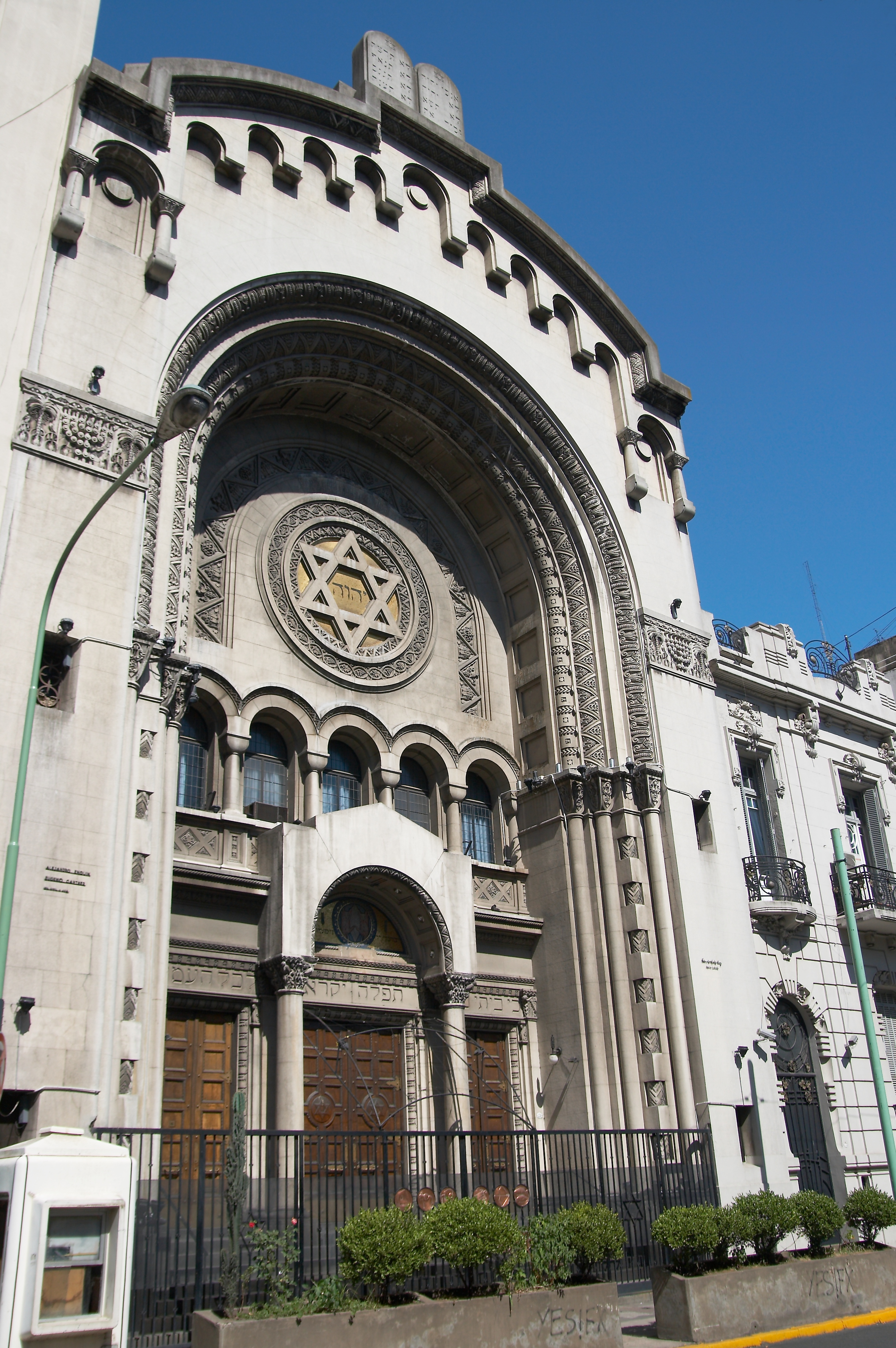
Sinagoga din Buenos Aires

Sinagoga din Buenos Aires este un lăcaș de cult evreiesc din Buenos Aires, Argentina. Ea a fost fondată în 1897.